# Moti del 1848

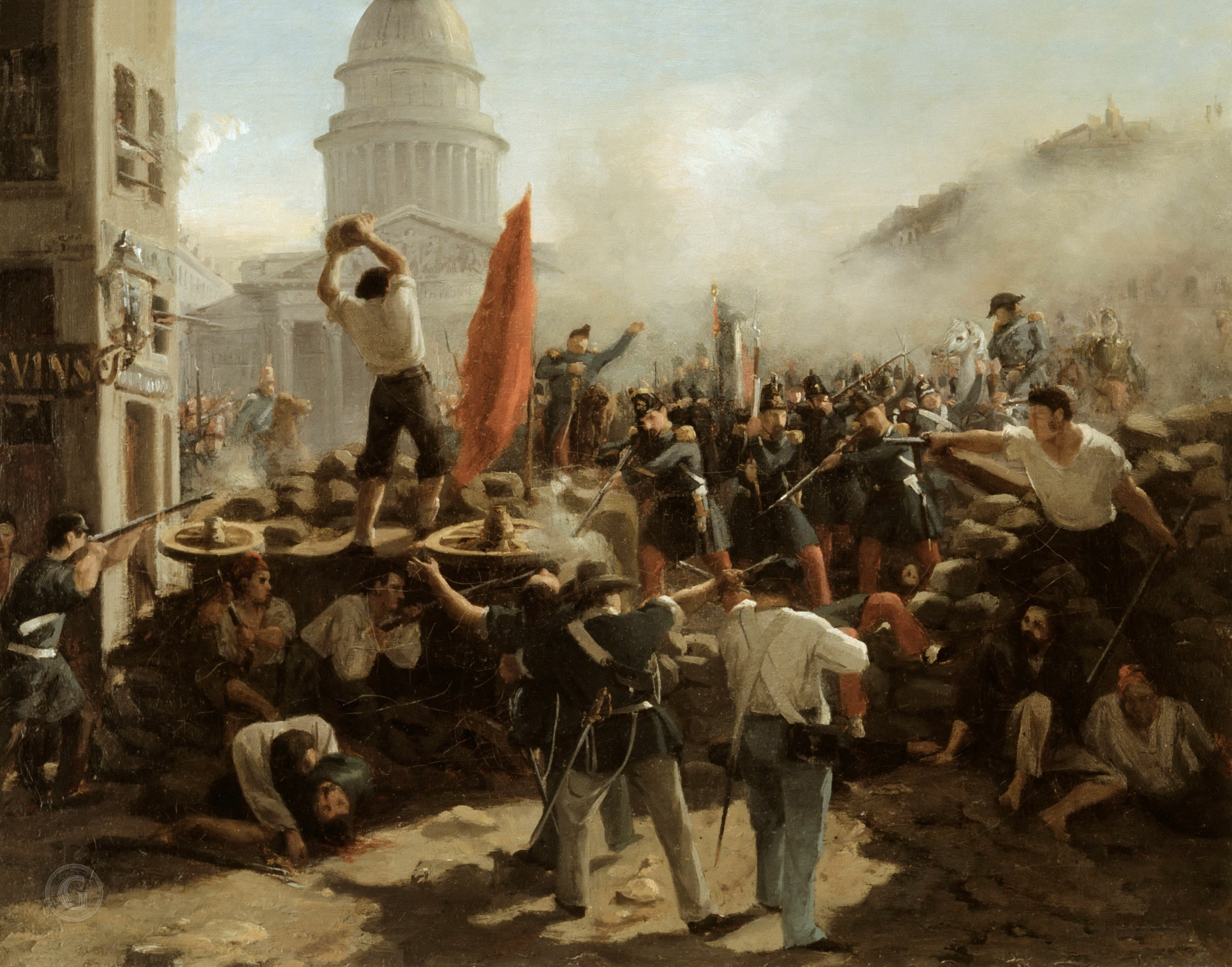
Barricate in rue de Soufflot nel 1848. Dipinto di Horace Vernet.

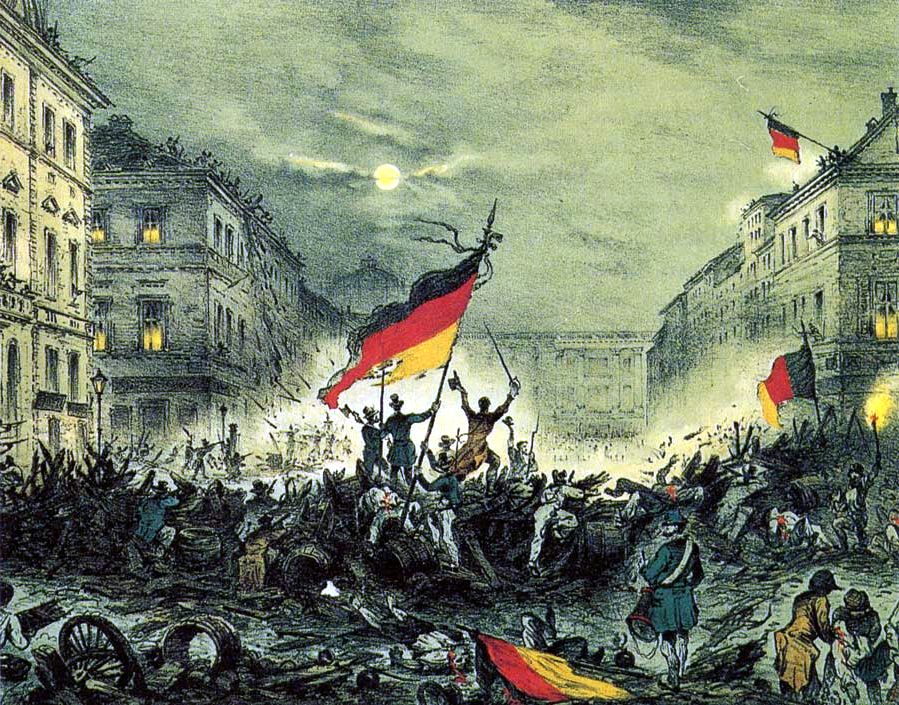
Rivoluzione di marzo 1848 a Berlino.

I moti del 1848, conosciuti anche come rivoluzioni del 1848 o primavera dei popoli, furono un'ondata di agitazioni rivoluzionarie avvenute nella metà del XIX secolo contro i regimi assolutisti di tutta Europa, raccogliendo l'eredità dei moti del 1820-21 e del 1830-31. Solo il Regno Unito vittoriano, in un periodo di stabilità politica ed economica (ma soprattutto grazie alle riforme elettorali del 1832 che pacificarono la classe borghese e scatenarono il cartismo), e la Russia (in cui all'opposto erano praticamente assenti una classe borghese e una classe proletaria potenzialmente in grado di ribellarsi) furono esentati delle rivoluzioni del 1848-49. In particolare la Russia fu esentata dalle innovazioni portate dalla primavera dei popoli.
I moti rivoluzionari del 1848 erano essenzialmente di natura liberale e democratica, ed avevano l’obiettivo di sostituire le vecchie strutture monarchiche con la creazione di stati-nazione indipendenti, come auspicato dai sostenitori del nazionalismo romantico. Il loro impatto storico fu così profondo che nel linguaggio corrente è entrata in uso l'espressione «fare un quarantotto» per sottintendere una improvvisa confusione, o scompiglio.

## Eventi

### Negli Stati italiani

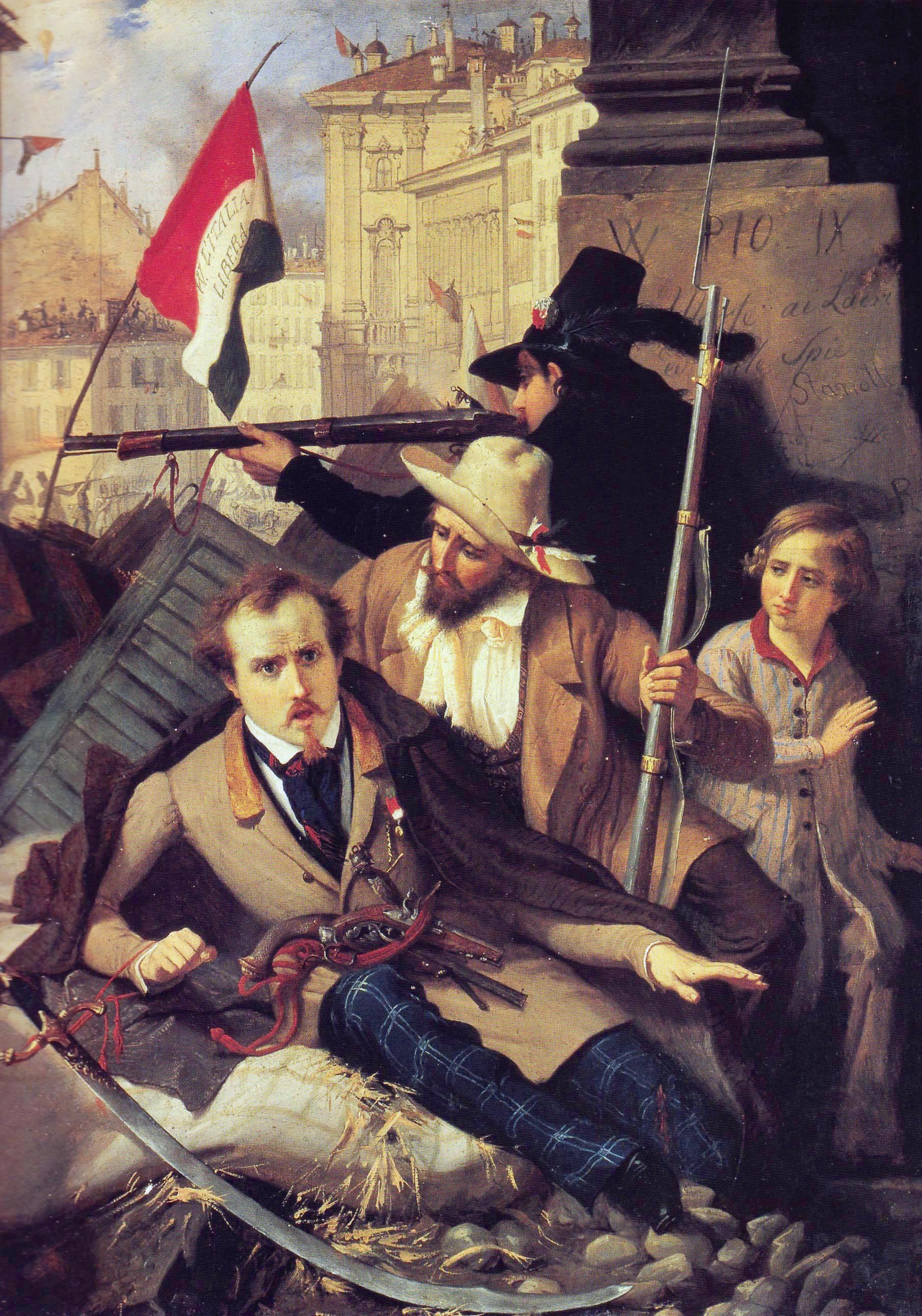
Episodio delle cinque giornate di Milano raffigurato da Baldassare Verazzi

La prima agitazione europea del 1848 si verificò in Sicilia, a Palermo: la rivoluzione siciliana che esplose il 12 gennaio di quell'anno, che rappresentò la prima miccia dell'esplosione europea. L'insurrezione siciliana, infatti, spinse in un primo momento i Borbone a concedere il ritorno nell'Isola alla costituzione del 1812. Seguì una rivoluzione a Napoli, il 27, che costrinse, due giorni dopo, Ferdinando II a promettere una Costituzione, promulgata l'11 febbraio.
Lo stesso 11 febbraio Leopoldo II di Toscana, cugino primo dell'imperatore Ferdinando I d'Austria, concesse la Costituzione, nella generale approvazione dei suoi sudditi. L'esempio asburgico fu seguito da Carlo Alberto di Savoia (Statuto albertino) e da Papa Pio IX (Statuto fondamentale). Solo il re piemontese mantenne però lo statuto.
Scoppiata in gennaio la rivoluzione siciliana del 1848, Re Ferdinando II, nel tentativo di frenare la rivoluzione, fece promulgare la Costituzione del Regno Delle Due Sicilie il 10 febbraio 1848. La Sicilia liberale però non accettò questa nuova Carta, che non riconosceva sufficiente rappresentanza al potere legislativo. Allora il 10 luglio dello stesso anno il Parlamento siciliano approvò lo Statuto Fondamentale del Regno di Sicilia, con il quale si dichiarò indipendente. Tale Statuto rimarrà in vigore meno di un anno, perché il 28 febbraio 1849 Ferdinando II, dopo la riconquista, fece approvare l'ultima delle tre Costituzioni di questo breve ma intenso periodo: l'Atto Costituzionale di Gaeta Per La Sicilia. Con l'Atto di Gaeta il Re ripristina la monarchia pura.
Nel napoletano la concessione e la successiva repressione delle libertà costituzionali, portò dal maggio al settembre di quell'anno a una serie di moti.
In tutto il Regno Lombardo-Veneto scoppiarono rivolte, come le Cinque giornate di Milano che costituirono l'inizio della prima guerra di indipendenza.
Nel Ducato di Modena e Reggio ai primi tentativi di rivolta armata il duca Francesco V tentò di rispondere militarmente, ma davanti all'avvicinamento di volontari bolognesi a sostegno degli insorti, nell'intento di evitare spargimenti di sangue preferì lasciare la città promettendo costituzione e amnistie. Il 21 marzo 1848 partì per Bolzano. A Modena si costituì un Governo provvisorio.
Nello Stato Pontificio una rivolta interna estromise papa Pio IX dai suoi poteri temporali e portò alla costituzione della Repubblica Romana.
I comuni di Mentone e di Roccabruna, al tempo parte del Principato di Monaco, si unirono ed ottennero l'indipendenza come Città libere di Mentone e Roccabruna.

### In Francia
In Francia, i moti rivoluzionari ebbero origine dalla cosiddetta campagna dei banchetti, una serie di riunioni di protesta contro il re Luigi Filippo. Dopo che il sovrano vietò che il 22 febbraio 1848 si tenesse l'ultima di queste riunioni, scoppiò una rivolta a Parigi che prese il controllo della città. Il monarca rinunciò a soffocare con le armi la rivolta e abdicò il 24 febbraio, mentre il governo provvisorio rivoluzionario proclamò il 4 maggio la Seconda repubblica.

### Negli Stati tedeschi
Nel 1848 a Francoforte i rappresentanti dei vari Stati tedeschi si riunirono in assemblea nazionale costituente per dare un assetto unitario alla Confederazione germanica. Divisi tra sostenitori di una Grande Germania (Großdeutschland) ad egemonia austriaca e di una Piccola Germania (Kleindeutschland) ad egemonia prussiana, dopo il prevalere di quest'ultima ipotesi, offrirono la corona imperiale a Federico Guglielmo IV di Prussia, al rifiuto del quale, contrario al principio della sovranità popolare, seguì la repressione nel 1849.

### Nel Regno di Prussia
In seguito all'insurrezione di Berlino nel marzo 1848, Re Federico Guglielmo IV concesse la convocazione di un'assemblea costituente prussiana da eleggersi a suffragio universale maschile, ma già nel dicembre dello stesso anno la sciolse ed emanò una costituzione di stampo autoritario.

### Nell'Impero austriaco
Oltre che nel Lombardo-Veneto nel 1848 nelle aree dell'Impero austriaco vi furono anche altri moti.
La rivoluzione ungherese fu una delle molte di quell'anno. Nacque in seguito alla dichiarazione d'indipendenza del popolo magiaro, guidato da Lajos Kossuth, dalla dominazione austriaca.

## Cause politiche, economiche e sociali

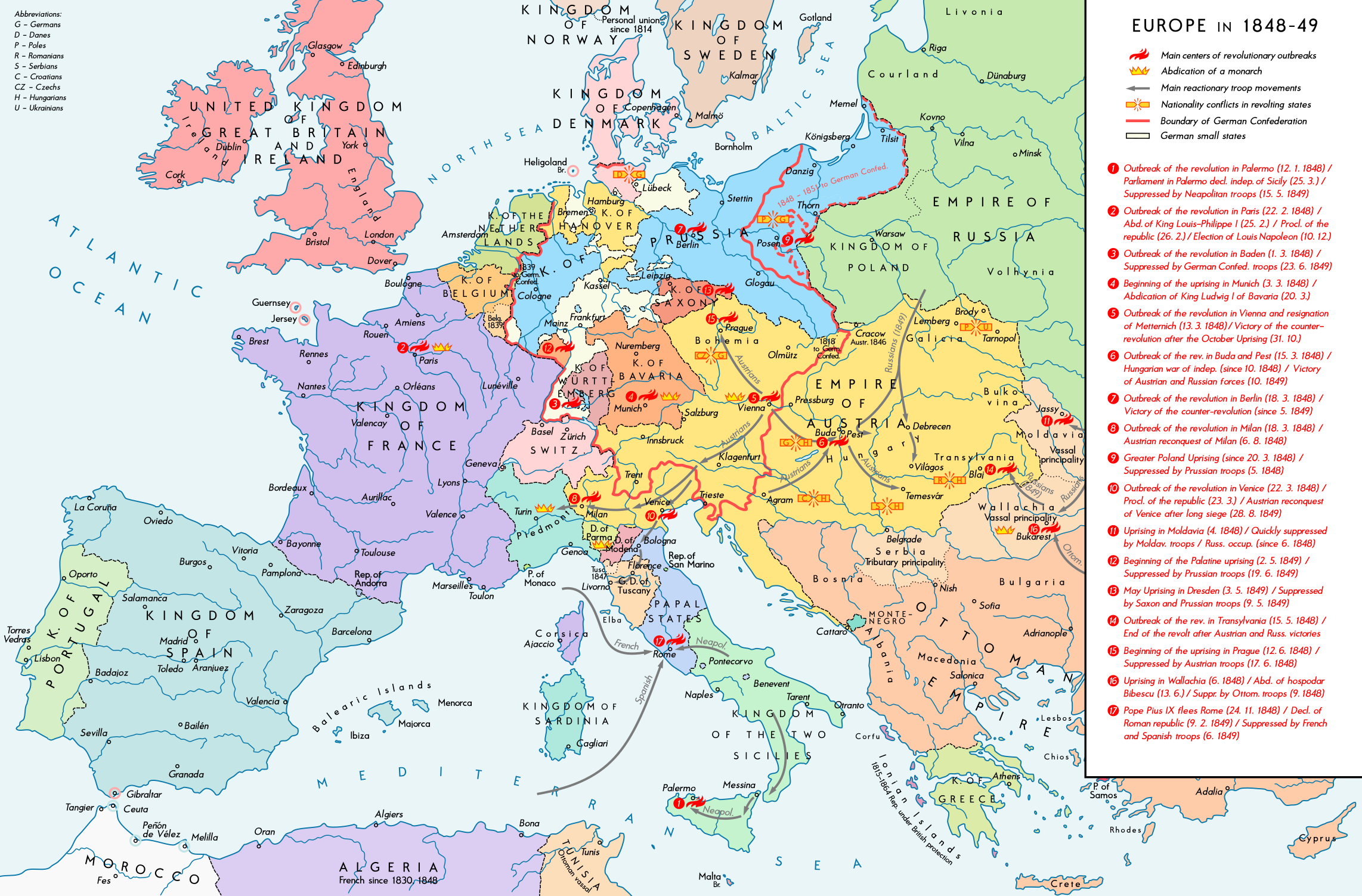
Mappa dell'Europa del 1848 che mostra i principali centri rivoluzionari del continente

I fattori sono molteplici: sotto il profilo politico, sia i riformisti borghesi che i radicali si trovarono a scontrarsi con una realtà anacronistica, frutto delle conclusioni tratte durante il Congresso di Vienna mentre sotto il profilo sociale, i cambiamenti nella vita causati dalla prima rivoluzione industriale (rivoluzione industriale in Gran Bretagna) e la diffusione delle testate giornalistiche favorirono l'ascesa degli ideali di nazionalismo e giustizia sociale anche nelle masse meno colte. La recessione economica del 1846-47 (da cui peraltro l'Europa si sarebbe ripresa piuttosto in fretta) e il fallimento di alcuni raccolti, che portarono inevitabilmente all'inedia, furono la goccia che fece traboccare il vaso.
Anche dal punto di vista culturale il clima era maturo alla rivoluzione: la letteratura romantica, nata contestando la rivoluzione francese, aveva anche criticato alcuni valori tradizionali (ubbidienza, gerarchie), esaltava il popolo e la libertà individuale (anche in campo sentimentale), ed aveva infine iniziato a rivalutare alcuni passaggi della rivoluzione stessa. Vi era inoltre un divario generazionale e culturale tra le giovani generazioni e quelle precedenti (un fenomeno raro prima del XIX secolo, ed ancora frammentario), mentre iniziava ad essere rivalutata, anche in ambito storiografico e di letteratura popolare, l'esperienza della rivoluzione francese, demonizzata nei decenni precedenti (anche da alcuni rivoluzionari del '20 e del '30). In questi anni inoltre, con un occhio rivolto al passato della "grande rivoluzione" ed un altro rivolto al futuro, iniziavano ad essere riformulate le posizioni poi assunte dai liberali, democratici, comunisti, anarchici e nazionalisti, ovvero le maggiori forze e ideologie politiche dei successivi 150 anni, ognuna in quel momento all'opposizione e sovente in clandestinità (solo in Gran Bretagna i liberali erano una forza di governo legittima) dei governi reazionari figli del congresso di Vienna, ma ognuna di queste nascenti ideologie si era dotata di strumenti di propaganda (opuscoli, stampa, volantini), oltre che di una certa capacità di penetrazione e ricezione intellettuale nei circoli, soprattutto giovanili e universitari, delle maggiori città europee, con anche una capacità di dialogo inter-statuale, molto diversa (più pubblica e palese, solo politica e non esoterica), rispetto ai gruppi segreti legati alla massoneria e alle varie carbonerie (che pure esistevano ed anzi conoscevano un revival raggiungendo e superando l'importanza e la penetrazione sociale raggiunte alla fine del Settecento).
Negli Stati Uniti era nel frattempo entrato in vigore il suffragio universale maschile, un provvedimento che non aveva portato all'anarchia (come sostenuto da tutti gli ambienti monarchico-reazionari europei). Inoltre, anche ben fuori dai circoli radicali e liberali, l'idea di monarchia costituzionale risultava attrattiva per varie personalità, in precedenza reazionarie, della borghesia e dell'aristocrazia (soprattutto in nord Europa e in Ungheria), mentre il concetto di nazione, nato con la rivoluzione francese (e anzi nella sinistra giacobina), iniziava ad essere risemantizzato anche in ambienti non più propriamente di sinistra, si assiste anzi alla nascita di nazionalismi vagamente di destra, ma non esplicitamente reazionari.
Anche in ambiente clericale si verificavano dibattiti e contraddizioni, sia interne, tra l'alto e il basso clero, sia successive all'elezione del nuovo Papa, con fama di progressista illuminato (in buona parte risultate poi esagerate); la chiesa cattolica rimaneva ufficialmente reazionaria e sostenitrice della monarchia assoluta per diritto divino e della tradizione, ma numerosissimi parroci (soprattutto giovani), e alcuni vescovi, avevano assunto toni decisamente meno reazionari e più aperti, arieggianti il successivo cattolicesimo sociale ed aperti all'idea di nazione.
Nell'Europa protestante un ruolo simile fu assunto da congregazioni dissidenti e minoritarie, particolarmente evidente in Gran Bretagna (dove il 1848 non fu all'insegna delle barricate, ma di manifestazioni, movimenti di preghiera e raccolta di firme, sovente sponsorizzare proprio da predicatori di chiese non conformiste).

## Effetti dellaPrimavera dei popoli
Per quanto i moti furono con difficoltà repressi, le vittime furono decine di migliaia: il destino della democrazia europea ci è sfuggito di mano dichiarerà Pierre-Joseph Proudhon. Alcuni storici concordano che la Primavera dei popoli fu, in parte, un sanguinoso dispendio di uomini, se si eccettua l'importante concessione dello Statuto Albertino nel Regno di Sardegna da parte di Carlo Alberto di Savoia, l'unica costituzione non revocata di quelle concesse o votate nel 1848-49. 
Vi furono tuttavia radicali e notevoli effetti a lungo termine: Germania e Italia sarebbero presto arrivate all'unificazione facendo leva anche sulla necessità di autodeterminazione dei popoli. Analogamente l'Ungheria sarebbe giunta ad un parziale riconoscimento della propria autonomia (a discapito della popolazione slava) grazie all'Ausgleich del 1867. In Prussia e Austria fu abolito il feudalesimo, mentre in Russia fu eliminata la servitù della gleba (1861).
In Francia invece uno degli esiti a breve termine della rivoluzione fu il sorgere del Bonapartismo, un concetto anti-reazionario, ma decisamente non progressista e anti-liberal/democratico.
In definitiva le rivoluzioni del 1848 cancellarono completamente nel senso comune europeo il concetto di Restaurazione, il portato della rivoluzione francese fu rivisitato e riassunto sotto nuove forme (specificatamente nazionali), i movimenti meno radicali (in particolare quelli liberali e monarchico-costituzionali, ma anche quelli nazionalisti), furono quelli che ne trassero maggior giovamento, riuscendo nei successivi 60 anni ad imporre o ad ottenere costituzioni e parlamenti in tutte le nazioni europee, mettendo i monarchi sotto controllo e rendendo difficile, per non dire impossibile, la monarchia assoluta, ristabilendo il principio dell'uguaglianza formale davanti alla legge e diffondendo la libertà di stampa e di pensiero, oltre alla possibilità di creare un'opinione pubblica incisiva sull'azione del governo.
Alcune delle idee quadro del '48 divennero dunque egemoniche nella società e nella cultura europea, soprattutto in Europa occidentale e settentrionale.
I gruppi più radicali: democratici, progressisti, anarchici, socialisti, comunisti, neo-giacobini, mazziniani, democratico-federalisti di Cattaneo, populisti russi, ecc. nati sovente a ridosso del 1848, furono invece quelli maggiormente repressi, sia fisicamente (carcere, esilio, fucilazioni, confino, deportazioni), sia perché contro di loro si accanì il controllo poliziesco dei successivi anni, con una repressione alimentata dal timore di una nuova sollevazione, che coinvolse tutti gli stati europei eccetto Svizzera e Gran Bretagna (divenute per questo meta d'esilio di molti perseguitati politici). Contro di loro funzionò a lungo la censura, rendendo la penetrazione delle loro idee più lenta, ma comunque notevole, soprattutto in Francia, come si vide nel 1870.